# Pleuropus lagotis
Pleuropus lagotis är en svampart som först beskrevs av Berk. & M.A. Curtis, och fick sitt nu gällande namn av E. Horak 1971. Pleuropus lagotis ingår i släktet Pleuropus och familjen musslingar.   Inga underarter finns listade i Catalogue of Life.